# Syriana
Pour le livre intitulé « Syriana, la conquête continue », voir Bahar Kimyongür.
Pour plus de détails, voir Fiche technique et Distribution.
Syriana est un thriller américain réalisé par Stephen Gaghan, sorti en 2005. À la manière du scénario du film Traffic, Syriana est constitué d'un entrelacement de plusieurs histoires indépendantes qui décrivent un thème global. Syriana se concentre précisément sur l'influence de l'industrie pétrolière, à travers les destins croisés d'un agent de la CIA (George Clooney), d'un expert en ressources énergétiques (Matt Damon), d'un mandataire (Jeffrey Wright), et d'un jeune ouvrier pakistanais sans emploi (Mazhar Munir) dans un émirat du golfe Persique.
Le scénario de Stephen Gaghan est librement adapté des mémoires de Robert Baer, La Chute de la CIA (See No Evil). George Clooney est l'un des producteurs du film.

## Synopsis
Le géant de l'énergie Connex gère et contrôle d'importants gisements de pétrole dans un pays dirigé par la famille al-Subaai. Cependant, le ministre des Affaires étrangères, fils de l'émir au pouvoir, le prince Nasir (Alexander Siddig), passe un accord autorisant une compagnie chinoise à effectuer des forages dans son pays. Ces autorisations remettent en cause les intérêts de l'industrie pétrolière américaine et du gouvernement américain.
Dans le même temps, une petite compagnie pétrolière du nom de Killen parvient à obtenir l'exclusivité des droits de forage au Kazakhstan. Connex, qui a perdu ses marchés, a besoin des gisements du pétrole kazakh. Connex fusionne avec Killen pour compenser les pertes, et devient ainsi le cinquième groupe pétrolier mondial. Cependant, des enquêteurs anti-trust du ministère de la Justice américain soupçonnent cette fusion d'être entachée de corruption. Le cabinet juridique de Washington dirigé par Dean Whiting (Christopher Plummer) est chargé d'éclaircir l'affaire, et l'enquête est confiée à Bennett Holiday (Jeffrey Wright).

## Fiche technique
- Titre : Syriana
- Réalisation : Stephen Gaghan
- Scénario : Stephen Gaghan, d'après le livre La Chute de la CIA (See no evil) de Robert Baer
- Direction artistique : Dan Weil
- Costumes : Louise Frogley
- Photographie : Robert Elswit
- Montage : Tim Squyres
- Musique : Alexandre Desplat
- Sociétés d'effets spéciaux : Hydraulx (en) et Amalgamated Pixels
- Production : Jennifer Fox, Michael Nozik, Georgia Kacandes, George Clooney, Steven Soderbergh, Ben Cosgrove, Jeffrey Skoll et Sarah Bradshaw
- Sociétés de production : Participant Productions, 4M, Section Eight, FilmWorks et MID Foundation
- Sociétés de distribution : Warner Bros. Pictures
- Budget : 50 millions de dollars
- Pays de production :  États-Unis
- Langues originales : anglais, arabe, persan, ourdou, français, mandarin
- Format : couleur (Technicolor) - 35 mm (Kodak - Fujifilm) avec du matériel Panavision - 2,35:1 - son Dolby Digital, DTS, SDDS
- Genre : Thriller
- Durée : 122 minutes
- Dates de sortie :
  - États-Unis : 23 novembre 2005 (sortie limitée) ; 9 décembre 2005 (sortie nationale)
  - France et Suisse romande : 22 février 2006
  - Belgique : 1er mars 2006

## Distribution
- George Clooney (V. F. : Samuel Labarthe ; V. Q. : Daniel Picard) : Bob Barnes
- Matt Damon (V. F. : Damien Boisseau ; V. Q. : Gilbert Lachance) : Bryan Woodman
- Jeffrey Wright (V. F. : Jean-Louis Faure ; V. Q. : Manuel Tadros) : Bennett Holiday
- Chris Cooper (V. F. : Thierry Redler ; V. Q. : Sébastien Dhavernas) : Jimmy Pope
- William Hurt (V. F. : Féodor Atkine ; V. Q. : Jean-Marie Moncelet) : Stan
- Tim Blake Nelson (V. F. : Jean-François Vlérick ; V. Q. : Jacques Lavallée) : Danny Dalton
- Amanda Peet (V. F. : Laura Blanc ; V. Q. Isabelle Leyrolles) : Julie Woodman
- Christopher Plummer (V. F. : Bernard Dhéran ; V. Q. : Vincent Davy) : Dean Whiting
- Alexander Siddig (V. F. : Adrien Antoine) : le prince Nasir Al-Subaai
- Max Minghella (V. F. : Natacha Gerritsen) : Robby Barnes
- Viola Davis (V. F. : Sophie Riffont) : Marilyn Richards
- Tom McCarthy (V. F. : Xavier Fagnon) : Fred Franks
- Jamey Sheridan (V. F. : Bernard Jung) : Terry
- Mark Strong (V. F. : Jean-François Aupied ; V. Q. : James Hyndman) : Mussawi
- Amr Waked : Mohammed Sheik Agiza
- Jocelyn Quivrin : Vincent
- David Clennon (V. F. : Philippe Catoire) : le général Donald
- Kayvan Novak (V. F. : Patrick Gosselin) : Arash
- Robert Foxworth (V. F. : Michel Papineschi) : Tommy Barton
- Nicky Henson (en) (V. F. : Jean-Bernard Guillard) : Sydney Hewitt
- Steven Hinkle (V. F. : Max Renaudin) : Max Woodman
- Daisy Tormé (V. F. : Anne Lanco) : Rebecca
- Peter Gerety (V. F. : Richard Leblond) : Leland Janus
- William C. Mitchell (V. F. : Gérard Essomba) : Bennett Holiday Sr.
- Saïd Amadis (V. F. : lui-même) : Reza Reyhani
- Nicholas Art (en) : Riley Woodman
- Mazhar Munir : Wasim Khan
- Shahid Ahmed : Saleem Ahmed Khan
- Nadim Sawalha : Emir Hamed Al-Subaai
- Akbar Kurtha : le prince Meshal Al-Subaai
- Sonell Dadral : Farooq
- Ahmed Aa Mohammed : Abu Khalifa
- Mohammed Majd : Said Hossein Hashimi
- Mitesh Soni : Martyr
- Will McCormack : Willy
- Donna Mitchell : Pat Janus
- Richard Lintern (V. F. : Tony Joudrier) : le patron de Bryan
- Jayne Atkinson (V. F. : Clara Borras) : la chef de la division
- David J. Manners (V. F. : Jean-Pierre Moreux) : le chef du bureau égyptien
- Randall Boffman (V. F. : Philippe Dumond) : l'homme d'affaires distingué no 1
- Tony French (V. F. : Didier Cherbuy) : l'homme d'affaires distingué no 2
- Bashar H. Atiyat : l'assistant de Nasir
- Bob Fajkowski : le secrétaire de la Défense
- Jeff Baker : l'avocat de Tommy
- Tarik Tamzali : le secrétaire de Nasir
- Jon Lee Anderson : lui-même

Source et légende : Version française (V. F.) sur Voxofilm
Source et légende : Version québécoise (V. Q.) sur Doublage Québec

## Bande originale
- Let Da Monkey Out, interprété par Redman
- Chinatown, interprété par Do Make Say Think
- Train, composé par Carmine Coppola
- Church Scene, composé par Carmine Coppola
- Wasp Nest, interprété par The National

## Distinctions

### Récompenses
- Prix de la meilleure distribution, lors des Boston Society of Film Critics Awards 2005
- Golden Globe : Meilleur acteur dans un second rôle pour George Clooney en 2006
- Oscar du meilleur acteur dans un second rôle pour George Clooney en 2006
- Grand Prix de l'Union de la critique de cinéma en 2007
- Prix Edgar-Allan-Poe du meilleur scénario

### Nominations
- Nomination à l'Oscar du meilleur scénario et Oscar du meilleur acteur dans un second rôle pour George Clooney en 2006
- Nomination au prix du meilleur second rôle masculin pour George Clooney, lors des BAFTA Awards 2006
- Golden Globe de la meilleure bande originale en 2006

## Production
- Le tournage a débuté le 2 août 2004 et s'est déroulé à Annapolis, Baltimore, Washington et White Marsh aux États-Unis, Casablanca au Maroc, Dubaï aux Émirats arabes unis, en Égypte et à Genève en Suisse.
- L'actrice Greta Scacchi avait interprété le rôle de la femme de Bob Barnes (George Clooney) et de la mère de Robby Barnes (Max Minghella), mais il fut coupé au montage.
- Robert Baer, l'auteur de La Chute de la CIA, sur lequel est basé le film, fait une petite apparition en tant qu'agent de sécurité de la CIA.
- L'actrice Michelle Monaghan s'était initialement vu proposer un rôle important, mais lors de projections test, le public trouva le film trop long. Comme son rôle concernait une intrigue parallèle, les scènes en question furent supprimées du scénario.
- George Clooney a été grièvement blessé à la colonne vertébrale lors du tournage de la scène de torture. L'acteur avait dû prendre plus de 15 kg en un mois afin d'interpréter ce rôle. Sa blessure lui occasionna d'immenses maux de tête et des pertes de mémoire. Il a dû interrompre la promotion d'Ocean's Twelve. Il a pu malgré tout participer à l'avant-première de celui-ci à Los Angeles même s'il se déplaçait alors avec beaucoup de difficultés. Après la soirée, il fut hospitalisé et opéré en urgence une première fois, puis une seconde le jour de Noël. Clooney déclara plus tard que ce gain de poids fut « une belle bêtise » (en anglais : « pretty stupid »). Même s'il a ensuite avoué aller de mieux en mieux, il a malgré tout dû porter régulièrement un corset. Julia Roberts l'interviewa en février 2007 pour les besoins d'une émission spéciale Oscars d'Oprah Winfrey. Il lui avoua que les deux dernières années avaient été particulièrement longues du point de vue de sa santé et qu'il a eu l'impression de vieillir de dix ans d'un seul coup. Il a également avoué qu'il ne reprendrait plus autant de poids en si peu de temps pour les besoins d'un rôle. L'acteur souffrit tellement à cette époque qu'il a avoué en 2011 avoir quelquefois songé au suicide[réf. nécessaire].
- Harrison Ford était initialement pressenti pour jouer le rôle de Bob Barnes (joué par George Clooney), mais il refusa le rôle, décision qu'il regrettera plus tard (dans une interview donnée au magazine Empire Magazine, numéro de mars 2006). Harrison Ford avait déjà refusé le rôle (finalement tenu par Michael Douglas) dans Traffic, précédent film écrit par Stephen Gaghan.

## Autour du film
- Le titre même du film est controversé. Selon Stephen Gaghan, réalisateur du film, Syriana serait le nom de code d'un « hypothétique remodelage politique du Moyen-Orient[3] » par les tacticiens (think-tanks) de Washington. L'objectif de Syriana étant d'aboutir à configuration idéale d'un Grand Moyen-Orient pour les intérêts (pétroliers) américains[4].
- Le film a essuyé un grand nombre de critiques pour le message politique qu'il véhicule (la plupart de ces critiques viennent de proches du Parti républicain). Selon Max Boot, journaliste néoconservateur qui juge le film « favorable au terrorisme », « le nom Syriana est le nom historique d'un projet de Grande Syrie, qui regroupe autour de ce pays le Liban, la Palestine et la Transjordanie[5] ».
- Pax Syriana est également le surnom donné à la domination du Liban par la Syrie de la fin de guerre du Liban à l'assassinat de Rafik Hariri[6].
- Largement inspiré des ouvrages de Robert Baer, ex-agent de la CIA, le film a été perçu par les néoconservateurs comme de la « propagande anti CIA ». Ainsi, le journaliste néoconservateur Charles Krauthammer juge que Oussama ben Laden n'aurait pas mieux réalisé ce film « pathologiquement anti-américain[7] ». Il a été reproché au réalisateur de donner un visage humain aux terroristes.